# Robert Gerwarth
Robert Gerwarth, né le 12 février 1976, est un historien allemand. Il enseigne l'histoire contemporaine au University College Dublin et y dirige le Centre for War Studies,.
Il est l'auteur d'ouvrages sur l'histoire européenne et sur l'histoire allemande du XXe siècle. Son ouvrage The Bismarck Myth reçoit le prix Fraenkel des libraires viennois. Son livre Les Vaincus, paru en 2017, est consacré aux prolongements de la Première Guerre mondiale et se penche sur les relations internationales dans la période de l'entre-deux-guerres. 

## Ouvrages (liste non exhaustive)
- The Bismarck Myth: Weimar Germany and the Legacy of the Iron Chancellor, Oxford University Press, Oxford, 2005.
- Reinhard Heydrich. Biographie, Siedler Verlag, Munich, 2011.
- Les Vaincus. Violences et guerres civiles sur les décombres des Empires 1917-1923, Éd. du Seuil, 2017.
- Die größte aller Revolutionen. November 1918 und der Aufbruch in eine neue Zeit, Siedler Verlag, Munich, 2018.